# Lalai I / II
Lalai I / II is een bestuurslaag in het regentschap Nias van de provincie Noord-Sumatra, Indonesië. Lalai I / II telt 1642 inwoners (volkstelling 2010).